# Женская сборная Литвы по кёрлингу
Женская сборная Литвы по кёрлингу — представляет Литву на международных соревнованиях по кёрлингу. Управляющей организацией выступает Ассоциация кёрлинга Литвы (лит. Lietuvos kerlingo asociacija, англ. Lithuanian Curling Association).

## Результаты выступлений
(в составах команд скипы выделены полужирным шрифтом)

### Чемпионаты мира
| Год       | М              | И              | В              | П              | Четвёртый             | Третий            | Второй         | Первый         | Запасной         | Тренер         |                |
| --------- | -------------- | -------------- | -------------- | -------------- | --------------------- | ----------------- | -------------- | -------------- | ---------------- | -------------- | -------------- |
| 1979—2024 | не участвовали | не участвовали | не участвовали | не участвовали | не участвовали        | не участвовали    | не участвовали | не участвовали | не участвовали   | не участвовали | не участвовали |
| 2025      | 13             | 12             | 0              | 12             | Виргиния Паулаускайте | Ольга Двоеглазова | Мигле Кюдите   | Рута Блажене   | Юстина Залецкене | Egle Cepulyte  |                |

### Чемпионаты Европы
| Год       | М              | И              | В              | П              | Четвёртый             | Третий             | Второй             | Первый            | Запасной                 | Тренер                            |                |
| --------- | -------------- | -------------- | -------------- | -------------- | --------------------- | ------------------ | ------------------ | ----------------- | ------------------------ | --------------------------------- | -------------- |
| 1975—2005 | не участвовали | не участвовали | не участвовали | не участвовали | не участвовали        | не участвовали     | не участвовали     | не участвовали    | не участвовали           | не участвовали                    | не участвовали |
| 2006      | 21             | 5              | 0              | 5              | Виргиния Паулаускайте | Рута Норкиене      | Эвелина Алексеенко | Раса Смалиукиене  | Эвелина Норкиене         |                                   |                |
| 2007      | 19             | 6              | 2              | 4              | Виргиния Паулаускайте | Эвелина Алексеенко | Рута Норкиене      | Раса Смалиукиене  |                          |                                   |                |
| 2008—2015 | не участвовали | не участвовали | не участвовали | не участвовали | не участвовали        | не участвовали     | не участвовали     | не участвовали    | не участвовали           | не участвовали                    | не участвовали |
| 2016      | 18             | 10             | 3              | 7              | Виргиния Паулаускайте | Лина Янюлевичуте   | Аста Вайчеконите   | Ольга Двоеглазова | Гражина Эйтутиене        |                                   |                |
| 2017      | 17             | 9              | 3              | 6              | Виргиния Паулаускайте | Лина Янулевичуте   | Аста Вайчеконите   | Ольга Двоеглазова | Гражина Эйтутиене        | Аллен Гулка                       |                |
| 2018      | 14             | 11             | 5              | 6              | Виргиния Паулаускайте | Лина Янулевичуте   | Аста Вайчеконите   | Ольга Двоеглазова | Гражина Эйтутиене        | Ансис Регжа                       |                |
| 2019      | 20             | 9              | 1              | 8              | Lina Januleviciute    | Asta Vaicekonyte   | Akvile Rykove      | Grazina Eitutiene | Rasa Veronika Jasaitiene | Ансис Регжа                       |                |
| 2021      | 15             | 9              | 6              | 3              | Виргиния Паулаускайте | Ольга Двоеглазова  | Dovile Aukstuolyte | Рута Блажене      |                          | Vygantas Zalieckas                |                |
| 2022      | 13             | 11             | 8              | 3              | Виргиния Паулаускайте | Ольга Двоеглазова  | Dovile Aukstuolyte | Рута Блажене      | Юстина Залецкене         | Egle Cepulyte, Vygantas Zalieckas |                |
| 2023      | 12             | 11             | 7              | 4              | Виргиния Паулаускайте | Ольга Двоеглазова  | Рута Блажене       | Юстина Залецкене  | Мигле Кюдите             | Egle Cepulyte, Vygantas Zalieckas |                |
| 2024      | 8              | 9              | 1              | 8              | Виргиния Паулаускайте | Ольга Двоеглазова  | Мигле Кюдите       | Рута Блажене      |                          | Egle Cepulyte, Vygantas Zalieckas |                |

В чемпионате Европы 2024 сборная Литвы выступала в дивизионе «A», в чемпионатах 2006—2007, 2016—2023 — в дивизионе «В». В колонке Место указаны итоговые позиции команды с учётом общей классификации.